# Українсько-білогвардійське збройне протистояння
Українсько-білогвардійське збройне протистояння — це збройний конфлікт з одного боку між збройними силами українських держав — УНР та ЗУНР : армією УНР і УГА та з другого боку — збройними силами російських білогвардійців : Добровольчою армією та Донською армією, які на початку 1919 р. об'єдналися у Збройні сили Півдня Росії. Конфлікт розпочався ще у листопаді — грудні 1918 р. під час повстання прихильників Директорії проти Скоропадського. В найбільш гостру фазу він вступив у вересні — листопаді 1919 р., коли російські білогвардійці розгорнули активні воєнні дії проти об'єднаних українських держав та їх армій.

## Перший період
У другій половині листопада 1918 р. після початку протигетьманського повстання, спричиненого грамотою гетьмана України Скоропадського від 14 листопада про федерацію з небільшовицькою Росією, деякі частини гетьманської української армії на півдні України, а саме полки в
- Маріуполі — 48-й Маріупольський полк на чолі з — Шведов Григорій Юхимович перейшли до складу Донської армії.
- Маріуполі — 8-ма Азовська кордонна бригада на чолі з Костенко Михайло Федоровичем з частиною особового складу перейшли до складу Донської армії.
- Луганську — 7-ма Донецька кордонна бригада на чолі з Оранським Анатолієм Григоровичєм в повному складі перейшли до складу Донський армії.
- Бахмуті — 46-й Бахмутський полк — полк був роззброєний частинами Армії УНР, всі ті хто не бажали служити в Армії УНР разом з командиром полку Кашіреніновим Леонід Леонідовичем виїхали до Луганська де вступили до складу Добровольчої армії.

і Бердянську, відкрито перейшли на бік білої російської Добровольчої армії. Таким чином ці міста опинились під владою Денікіна.
Наприкінці листопада — в грудні 1918 р. Донська армія за згоди гетьманського уряду УД після початку антигетьманського повстання окупувала деякі східні райони Харківської та Катеринославської губерній, а саме міста Луганськ, Старобільськ та інші. 23 листопада керівник Дону Краснов
опублікував указ про введення донських військ на Україну з метою прикриття кордону. 16 грудня гетьманська адміністрація м.Старобільськ, яка не хотіла переходити на бік Директорії УНР, попросила зайняти його донськими військами. 21 грудня донський генерал Фіцхелауров був посланий в Старобільськ з правами генерал-губернатора «до створення на Україні міцної та всіма визнаної державної влади». Старобільськ зайняли полки 3-ї дивізії «Молодої армії» донських козаків. Тут вони вступили в сутички з деякими підрозділами військ УНР та з місцевими повстанцями. На жаль, державні утворення білих росіян, виходячи зі своїх уявлень про Україну, а не з реальності, категорично відмовились визнавати владу Директорії УНР, хоча після 14 грудня 1918 р. на Україні вже не було влади гетьмана, а центральна влада перейшла в руки УНР. Незважаючи навіть на існування спільного ворога — російських більшовиків.
18 грудня 1918 р. російські білогвардійці з колишнього Херсонського корпусу гетьманської армії, які оголосили себе частиною Добровольчої армії разом з частинами французької армії, що висадилися в Одеському порту, вибили війська Директорії УНР з Одеси. Українські війська відійшли на північ від міста, втративши близько 250 бійців убитими та пораненими. Близько 125 вбитими і пораненими втратили і білі., 19 грудня 1918 р. Денікін перекинув з Кубані в район Юзівки (Донецька) через порт Маріуполя 3-у дивізію Добровольчої армії на чолі з генералом Май-Маєвським. На захід від Юзівки їй протистояли загони Махна, на північ — війська Директорії УНР.
Наприкінці 1918 — початку 1919 невеликі сутички між армією УНР та російськими білими відбувались і в Північній Таврії. Проте вже на початку 1919 р. під ударами Червоної армії українці відійшли на Правобережну Україну і бойовий контакт з російськими білими зник.
- Повстанський рух у Старобільському повіті в 1917-1921 роках

## Другий період
Зав'язка  війни  

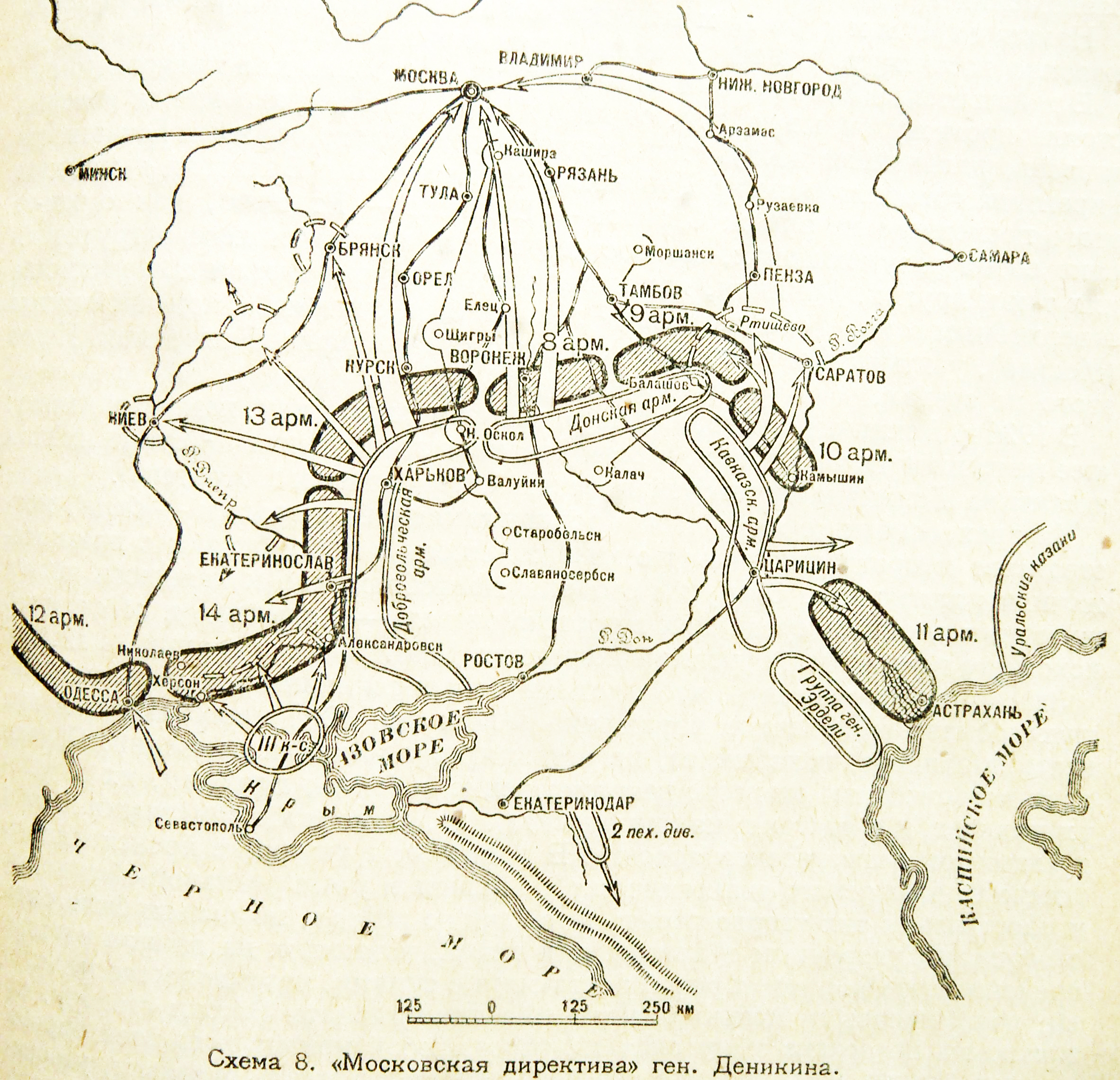
Напрями ударів ЗСПР

Вдруге армія УНР зіткнулась з військами російських білих наприкінці серпня 1919 р., коли спільно з УГА вела наступ проти більшовицьких військ на Правобережжі. 21 серпня частини Київської групи військ УНР зіткнулись з частинами Кубанської дивізії ЗСПР на станції Цвіткове. Але збройного зіткнення між ними не відбулося, скоріше за все через українське походження кубанців. Проте друге зіткнення вже було набагато серйознішим, хоча жертв теж не було — 31 серпня частини добровольців без бою витіснили українські війська з столиці України Києва. Причиною цього була неготовність влади УНР та спільного військового командування Наддніпрянської і Галицької армій до опору російським білим. Справа була в тому, що і українці і білогвардійці воювали проти російських більшовиків, і українці мали надію, що білі не підуть проти них. Але білогвардійці, особливо добровольча армія на чолі з Денікіним притимувалися крайніх імперських російських поглядів, навіть не визнаючи, що існує взагалі якийсь український народ.
На переговорах представників військових представників обох армій: української та білої російської, які відбувалися 13 вересня на Посту-Волинському під Києвом (представником українців був генерал Михайло Омелянович-Павленко) білогвардійці ставили просто знущальні вимоги — армії УНР, яку вони вперто іменували петлюрівцями, — або саморозпуститись або влитися просто в підрозділи росіян. У іншому разі — війна. УГА теж пропонували відокремитись від армії УНР і перейти на їх бік. Але Директорія УНР, керівництво ЗУНР на чолі з Є.Петрушевичем та українське військове командування, прості вояки на це не пристали.
Тим часом, поки йшли переговори, денікінські війська відтісняли українські частини з нових і нових територій. Білі зайняли Білу Церкву, 7 вересня — Фастів. 11 вересня частини Волинської групи військ УНР зустрілися на станції Перехрестове на північ від Одеси з білим Зведеним драгунським полком, 12 вересня білі витіснили українські війська зі станції Любашівка. Керівництво УНР надсилало через своїх дипломатичних представників ноти протесту країнам Антанти, які були головними союзниками російських білих, щоб ті вплинули на керівництво ЗСПР і не допустили до війни. Проте їх реакція була дуже млявою — на рівні висловлення занепокоєння. Велику роль грало й те, що в той період поява українського руху за свою незалежність для Європи була зовсім новим та несподіваним явищем і старі великі європейські держави охоче вірили брехні білогвардійців про «більшовизм» українців.
Тим часом почали відбуватись перші збройні сутички українських військ з білогвардійцями. Українці почали реагувати на нахабне просування росіян. Тим більше, що проти українців діяли чисельно невеликі групи. 12 вересня стежі 3-го корпусу УГА вибили зі Сквири підрозділи 2-ї Терської пластунської бригади. 14 вересня Північна дивізія відібрала у денікінців Любашівку. Дізнавшись про це, Денікін віддав наказ негайно розпочати своїм частинам — військам Новоросійської області — воєнні дії проти українських військ.

### Активні воєнні дії

Україна, осінь 1919 року

14 вересня 2-й Переяславський кінний полк імені М.Залізняка атакував 5-й Новоросійський ескадрон Зведеного драгунського білого полку на станції Затишшя та миттєво розброїв його. Командир білогвардійців ротмістр О.Ляшков застрелився. Станція перейшла в українські руки. Однак це не був спланований наступ, а лише власна ініціатива командира українців М.Аркаса. 18 вересня частини Сімферопольського офіцерського полку білих знову з боєм захопили Любашівку, а загін генерала А.Розеншільд-Пауліна 19 вересня вибив українців зі ст. Затишшя. Тільки після цього українське командування почало планувати воєнні операції проти білогвардійців. 19 вересня білогвардійці зайняли Сквиру і Паволоч на Київщині. В результаті по всьому фронту розгорнулись активні воєнні дії.
23 вересня розпочався загальний наступ білих російських військ Новоросійської області (бл. 12 тис. вояків) проти українських військ на двох головних напрямках: одесько-вапнярському — група Розеншільд-Пауліна (бл.1500 бійців) та уманському — група Оссовського (бл. 10700 бійців). Об'єднані українські війська навіть кількісно переважали білогвардійські, що їх атакували. Однак перевага білих росіян була в морально-політичній підтримці з боку держав Антанти, перевазі у кількості кінноти. Крім того, в українців існувало перебільшене уявлення про силу росіян. Також переважна більшість сільського та міського населення України мала низьку українську самосвідомість і слабко підтримувала свій уряд та армію. 24 вересня білі з боями захопили міста Умань і Балта, 25 вересня — Бірзула. У відповідь 24 вересня 1919 р. Директорія УНР спільно з урядом ЗУНР видали декларацію «Від Правительства Соборної України», в якій формально проголошувалася війна армії Денікіна. В декларації йшлося, що український народ бореться за своє національне і соціальне визволення, тому й відкидає претензії Денікіна.
1 жовтня 5-а дивізія білих атакувала українські війська в м.Монастирище. З цього часу в активні бої з російськими білими вступила УГА. 3-й корпус УГА прийшов на допомогу 5-й Київській дивізії УНР отамана А.Вовка. Тут на деякий час вдалося стримати ворога. Гірше були справи на південному напрямку. 1 жовтня Кримський кінний полк білих в районі с. Лабушна раптовою атакою розгромив 11-й Сірожупанний полк сотника Немоловського. Близько 200 українських старшин і козаків загинули, ще 80 потрапили до полону. 3 жовтня білий загін ген. Розеншільд-Пауліна після жорстокого бою з волинцями захопив ст.Кодима, а 7 жовтня 50-й Білостоцький полк противника вибив частини 1-ї Північної дивізії УНР з м.Бершадь. Тоді ж 5-а білогвардійська дивізія, збивши атакою частини бригади УСС, захопила Івангород і Краснопілку. 10 жовтня під Монастирищем був збитий білими український літак, а його пілот Алелюхін потрапив у полон. Цікаво те, що бувши родом з Вологодської губернії Росії, він через невеликий час втік і знову приєднався до армії УНР.
Командування армії УНР спланувало контрнаступальну операцію, яка розпочалась 12 жовтня. В наступ перейшли 3-а Залізна і 6-а Запорізька дивізії. Запоріжці вщент розгромили зведений батальйон 50-го Білостоцького полку, захопивши багато полонених. Цього ж дня в наступ перейшов і 3-й корпус УГА в напрямі на Монастирище. Вранці 14 жовтня частини 3-ї Залізної дивізії здобули Бершадь, а 6-а Запорізька — Чечельник та Ольгопіль.
Однак білогвардійці, бачучи не дуже рішучі дії проти них УГА, вирішили провести операцію по роз'єднанню військ УНР і ЗУНР між собою, щоб їх було легше розбити. 15 жовтня виник розрив фронту між УГА та Армією УНР в районі Дашів — Гранів. Білогвардійський командувач військ Новоросійської області Я.Слащов відразу кинув у цю прогалину 42-й козачий Донський полк, який почав бити по тилах галицьких військ. Протягом 15-16 жовтня донські козаки захопили 700 полонених, в тому числі командира куреня і 15 старшин. 16 жовтня 5-а дивізія білих захопила Гайсин, 17 жовтня 42-й Донський полк — Брацлав. Таким чином дві українські армії були роділені між собою.
Зв'язок між командуванням обох українських армій та й взагалі між українськими частинами був поганий. Тому українське військове керівництво лише 17 жовтня дізналось про прорив фронту. 8-а Запорізька дивізія, нічого не підозрюючи, продовжувала наступ, здобувши 17 жовтня Кодиму. Але цього ж дня Штаб Головного Отамана віддав наказ припинити наступ і спямувати всі зусилля на відновлення зв'язку з Галицькою Армією та на захист Жмеринки і Могилева-Подільського. 19 жовтня в бою за Брацлав з 42-м Донським полком білих біля с. Гриненки загинуло, поранено і потрапили в полон близько 500 вояків 4-ї Сірожупанної дивізії УНР. Донські козаки захопили Тульчин. На додаток до всього почалась епідемія тифу, як в українських віськах, так і серед населення.
20-21 жовтня 1919 р. армія УНР з півдня, а УГА з півночі атакували білогвардійців у Брацлаві. Частини 7-ї Львівської бригади 2-го Галицького корпусу навіть ввечері 20-го звільнили Брацлав, але вже 21-го білі відбили місто назад. Наступ захлинувся. 21 жовтня біля с. Клебань 2-й Лабінський козачий полк білих розгромив 9-й стрілецький полк 3-ї Залізної дивізії. Близько 150 старшин і козаків потрапили до полону, ще близько 200 загинули або ж були поранені. Командир 9-го стрілецького полку полковник Євтушенко застрілився, не бажаючи здаватись у полон. Вранці 22 жовтня 42-й Донський полк після короткого бою з частинами 112-ї Київської дивізії захопив Вапнярку. При цьому значна кількість українських вояків потрапила в полон. Це вже була дуже серйозна загроза для всього українського фронту. Тому вранці 23 жовтня запоріжці і київці розпочали Вапнярську операцію. Вапнярку атакували 12-а Київська дивізія з заходу та 6-а Запорізька дивізія з південного сходу за підтримки 2-х бронепотягів. 2-й Лабінський козачий полк не витримав такої потужної атаки і залишив станцію. У той же час українці втратили Крижопіль, хоча Омелянович-Павленко особисто водив свій кінний конвой в атаки проти Зведеного драгунського білогвардійського полку.

Білі також впливали на моральний стан українських вояків засобами агітації і пропаганди. Так 22 жовтня командувач білих російських військ Новоросійської області генерал Шиллінг видав відозву до колишніх старшин російської царської армії, які перебували на службі в УНР. Шиллінг закликав у своїх листівках тих, хто 
«остаточно не втратив совість і зберіг хоч краплину любові до знесиленої Батьківщини», перейти на службу до ЗСПР. Ті ж, хто не залишить армію УНР до 26 жовтня, мали бути страчені як злочинці.
24-28 жовтня 1919 р. останні наступальні дії проти білих провели з'єднання 1-го Галицького корпусу. Завдавши втрат білогвардійським військам генерала Черського, вони захопили села Кантеліна і Заруддя. 6-а Равська бригада сотника Ю.Головінського 26 жовтня сміливою атакою захопила Дашів. Під час цих подій Антін Кравс, що був прихильником перемир'я з білими росіянами, був усунений з командування корпусом. Новим командиром став Осип Микитка. Частинам 2-го корпусу УГА А.Вольфа в результаті контрнаступу вдалося відбити 28 жовтня Брацлав. Проте ці дії галицькі війська проводили вже шляхом великих зусиль, бо було багато хворих на тиф, поранених, дезертирів. Вище командування УГА, яке перебувало у Вінниці, на чолі з М.Тарнавським, вирішило ще 25 жовтня вислати делегацію для переговорів з денікінцями, зробивши це таємно як від уряду УНР, так і свого ж уряду ЗУНР. Через кілька днів ця делегація перейшла лінію фронту і передала умови сепаратного перемир'я білим.

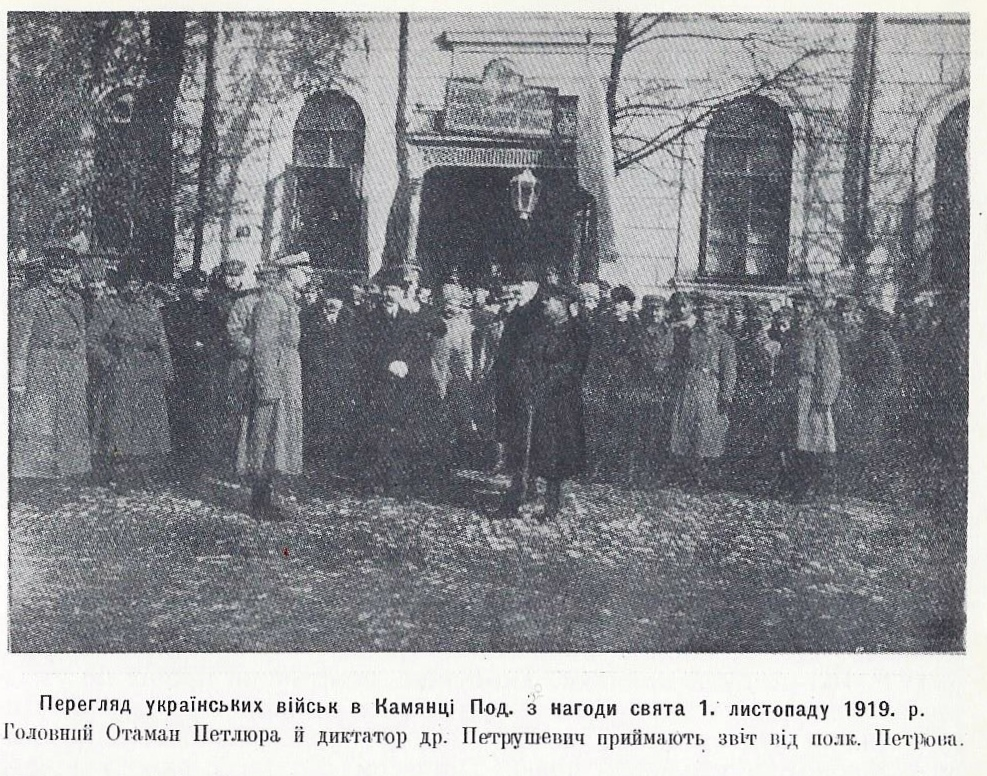
Урочистості в Кам'янці 1 листопада 1919 р.

Командування армії УНР вирішило кинути проти білих росіян, що наступали, останню свіжу частину — дивізії Січових Стрільців. Наприкінці жовтня їх залізницею перекинули з району Шепетівки в район Томашполя. 27 жовтня вони вступили в бій. 28 жовтня 10-й дивізії СС вдалося відбити в денінікінців с. Головарусова та захопити полонених. Проте на цьому успіхи і скінчились. Січових стрільців так само косив тиф і дезертирство.
Тяжкі бої в умовах зими, що почалась наприкінці жовтня 1919 р., тривали аж до кінця листопада. УГА вийшла з воєнних дій на початку листопада, і щоб зберегтися фізично в умовах епідемії тифу, уклала сепаратне перемир'я з білими. Білогвардійці продовжували наступ проти ослабленої армії УНР. Вони захопили 10 листопада Жмеринку, 14-го — Могилів-Подільський, 22 листопада — Проскурів,
29-го — Старокостянтинів. Територія УНР звелася до трикутника смерті.

### Взаємовідносини УНР з Радянською Росією, Польщею і Румунією в період війни з білими

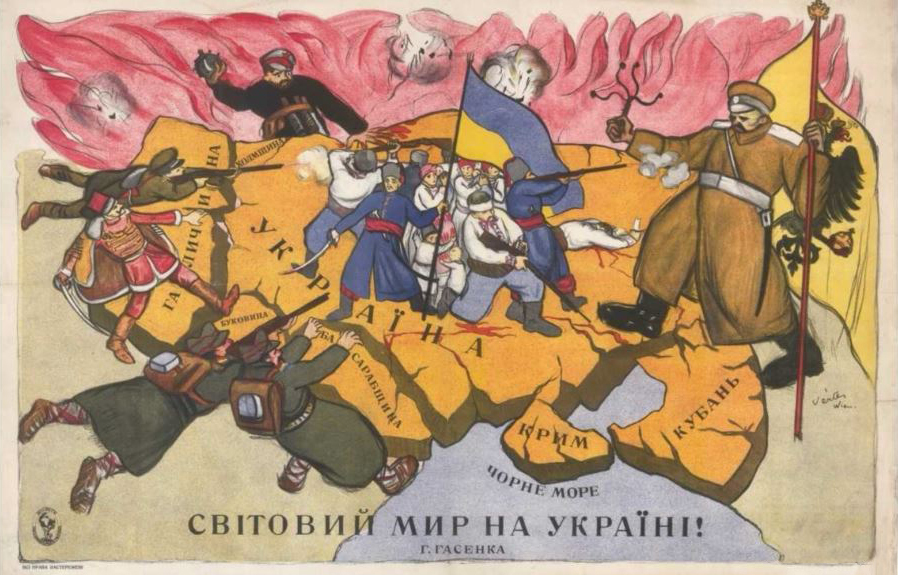
Плакат «Світовий мир на Україні!» Ґеорга Гасенка, 1919 рік.

У час, коли вже почались перші воєнні дії між українськими і білими російськими військами, ще тривали бойові дії більшовицько-української війни. На початку вересня з району Голтви прорвалась на північ Південна група 12-ї радянської армії в складі двох дивізій, пройшовши між розташуваннями українських і білогвардійських військ за маршрутом Умань — Сквира — Житомир. Вона разом з угрупуванням радянських військ у Коростені відвоювали в українців міста Житомир і Новоград-Волинський 17 вересня 1919 р. Війська УНР та ЗУНР, не змігши повернути втрачене становище, 20-21 вересня відійшли на лінію Шепетівка — Полонне — Бердичів. Після цього між українцями і більшовиками встановилося неофіційне перемир'я. Тепер у них був тимчасово один ворог — ЗСПР.
Навіть були спроби ведення переговорів. Проте, коли РСФСР побачила, що українські війська зазнали важкої поразки від білих, то й припинила ці перемовини. Крім того, її війська перейшли в успішний переможний наступ проти сил Денікіна.
1 вересня УНР і Польща уклали угоду про припинення воєнних дій між ними та встановили демаркаційну лінію: р.Збруч — Шепетівка — Олевськ. Польща під час українсько-білогвардійських воєнних дій займала нейтральну позицію. З одного боку їй теж не подобалися імперські настрої денікінців. З іншого — допомагати українцям теж не хотілося. Врешті-решт керівництво УНР на чолі з С.Петлюрою вирішило, що Польща — це менше зло ніж Росія. Тому воно добровільно віддало польським військам деякі території, в тому числі Кам'янець-Подільський 17 листопада 1919 р., щоб їх не зайняли білі росіяни.
Щодо Румунії, то вона неофіційно підтримувала контакти з урядом УНР через його дипломатичних представників у Бухаресті. УНР вдалося домовитися з Румунією про передачу невеликих партій зброї і спорядження для українських військ через фактичний кордон по річці Дністер.

### Початок першого зимового походу
Армія УНР, що дуже сильно зменшилася після війни з білогвардійцями, пішла в рейд по їхніх і червоних тилах. 31 грудня армія УНР звільнила від білогвардійців м.Умань. Останні бої українських військ з білими відбулися 20-23 січня 1920 біля м.Новоукраїнка та с. Олексіївка на півночі Херсонщини.